# Grandevent
Grandevent är en ort och kommun i distriktet Jura-Nord vaudois i kantonen Vaud, Schweiz. Kommunen har 236 invånare (2023).